# Jon Ahlquist
Jon Edward Ahlquist (27 de julho de 1944 — Huntsville, 7 de maio de 2020) foi um biólogo molecular e ornitólogo norte-americano. Foi um colaborador de Charles Sibley, inicialmente na Universidade de Yale, tendo ambos sido galardoados com a Medalha Daniel Giraud Elliot da Academia Nacional de Ciências dos Estados Unidos. Em janeiro de 1991, Sibley e Ahlquist publicaram Phylogeny and Classification of Birds, uma obra que apresentou uma nova filogenia para as aves baseada em técnicas de Hibridização de ADN-ADN, que veio a ser denominada Taxonomia de Sibley-Ahlquist. Na época era professor de zoologia na Universidade do Ohio, tendo-se reformado em 1999.